# Portese
Portese (Portés in dialetto gardesano) è una frazione del comune bresciano di San Felice del Benaco sul lago di Garda.

## Storia
La località era un piccolo villaggio della Riviera di Salò di antica origine.
Portese divenne per la prima volta frazione di San Felice per ordine di Napoleone, ma gli austriaci annullarono la decisione al loro arrivo nel 1815 con il Regno Lombardo-Veneto.
Dopo l'unità d'Italia, il paese crebbe da meno di seicento a più di settecento abitanti. Fu il fascismo a decidere la soppressione del comune, riunendolo definitivamente a San Felice.

### Chiesa parrocchiale
La chiesa antica risale al Quattrocento, ma fu ampiamente ristrutturata nel 1585 e consacrata a san Giovanni Battista. Nel 1885 fu ulteriormente ristrutturata dall'architetto Antonio Tagliaferri.